# Panzerfaust 44
Il Panzerfaust 44 o PzF 44 (chiamato anche Leichte Panzerfaust, Lanze e Panzerfaust 2) è un'arma anticarro sviluppata intorno al 1960 e messa in servizio nel Bundeswehr poco dopo. È stato sviluppato per fornire al neo costituito esercito tedesco-occidentale un sostituto moderno del Bazooka utilizzato in precedenza. Come tale, è stato il primo razzo anticarro tedesco sviluppato dopo la seconda guerra mondiale, un conflitto in cui tedeschi avevano fatto un ampio uso di armi anticarro, come il Panzerfaust che ha avuto un ruolo di primo piano soprattutto nel biennio 1944-45. Il Lanze è stato prodotto in un periodo in cui si era reso necessario ri-equipaggiare l'esercito tedesco con armi sviluppate localmente e attrezzature che a poco a poco sostituivano quelle di fabbricazione statunitense fornite inizialmente. Il nome completo di designazione da parte dell'esercito tedesco è Panzerfaust 44 millimetri DM2 Ausführung 1 Lanze.
Il Lanze spara un proiettile anticarro ad alto esplosivo (HEAT) DM-32 proiettile in grado di penetrare 370 mm di armatura e bersagli in movimento ad una distanza di 300 m. Il Lanze potrebbe anche sparare testate di vario tipo. A partire dal 1992, il PZF 44 è stato sostituito dal Panzerfaust 3.